# Congrés Nacional de Canàries
El Congrés Nacional de Canàries (CNC) és un partit polític nacionalista de Canàries, dirigit fins al 2012 per Antonio Cubillo, secretari general del MPAIAC. Fou fundat el 1985, quan Cubillo va tornar del seu exili a Alger.
El CNC defensa la independència de Canàries.
Únicament ha obtingut representació política un cop, una regidora a l'ajuntament d'Arrecife (Lanzarote), a les eleccions municipals del 1987. És un partit minoritari que edita la revista digital El Guanche.
Cal destacar l'estreta relació entre el CNC i el MPAIAC, car el MPAIAC mai no s'ha presentat a eleccions. La presència de Cubillo en els càrrecs de direcció d'ambdues organitzacions, era un altre element d'hibridació entre ambdues organitzacions. Tanmateix el MPAIAC cessà tota mena d'activitat el 1979, i el CNC es va fundar el 1985. Durant els anys 70 el braç polític del MPAIAC era el Partido de los Trabajadores Canarios (partit dels treballadors canaris).